# Psychopathologie cognitive
 (juillet 2014).
Si vous disposez d'ouvrages ou d'articles de référence ou si vous connaissez des sites web de qualité traitant du thème abordé ici, merci de compléter l'article en donnant les références utiles à sa vérifiabilité et en les liant à la section « Notes et références ».
La psychopathologie cognitive est un champ disciplinaire relativement récent. Il revêt un aspect intégratif en mettant en lien la psychologie clinique, la psychologie cognitive, les neurosciences, l'approche expérimentale et s'applique à la psychiatrie et à la neurologie principalement.

## Historique
Apparue dans les années 1960, cette approche s'est développée en lien avec les psychothérapies cognitives, et l'étude des processus cognitifs dans différentes pathologies.

## Démarche
L'approche consiste à mettre en lien les manifestations cliniques observées chez des patients avec les modèles du fonctionnement cognitif. Par exemple, les troubles de l'interaction rencontrés dans différentes pathologies (schizophrénie, autisme, troubles de l'humeur…) peuvent être reliés à des modèles concernant les fonctions exécutives, ou bien encore le fonctionnement du langage.

### Émotions
Les émotions constituent un des éléments également très étudié en psychopathologie cognitive. Les troubles émotionnels apparaissent être au cœur de dysfonctionnements et de pathologies psychiatriques. Le fonctionnement émotionnel est ainsi étudié sous l'angle des capacités de reconnaissance, la difficulté de gestion et d'expression, ou bien encore de processus plus élaborés encore, tels que la théorie de l'esprit et l'empathie.
Le fait de parvenir à cibler les processus perturbés constitue une première étape dans les démarches de remédiation cognitive et de rééducation des troubles.

## Recherche
La recherche en psychopathologie cognitive vise à comprendre qualitativement et quantitativement les dysfonctionnements cognitifs dans différentes pathologies.
Les travaux et recherches menés par Martial Van der Linden (1951-2019), visent à mieux comprendre la contribution des dysfonctionnements cognitifs au développement des états psychopathologiques tels que la schizophrénie, les troubles obsessionnels-compulsifs ou la dépression. Ses travaux se penchent également sur le fonctionnement et les soubassements cérébraux de la mémoire, et ce via l’exploration de patients cérébrolésés et l'utilisation de méthodes d'imagerie cérébrale. Il s'intéresse aussi aux relations entre mémoire, émotion et identité. Enfin, il développe des méthodes de revalidation des troubles mnésiques ainsi que des méthodes d’intervention psychologique dans le vieillissement cérébral et cognitif problématique.

### Technique d'exploration du fonctionnement cérébral
Depuis quelques années, la psychopathologie cognitive a été alimentée par le recours à des techniques d'exploration du fonctionnement cérébral (en ERP, TEP et IRM fonctionnelle notamment), ce qui a participé à l'association de processus déficitaires identifiés, de patterns du fonctionnement cérébral atypiques et de manifestations cliniques.